# Úrvalsdeild 1949
Thống kê của Úrvalsdeild mùa giải 1949.

## Tổng quan
Có 5 đội tham gia, và KR giành chức vô địch. Ólafur Hannesson và Hörður Óskarsson của KR, cũng như Guðmundur Jónsson của Fram, là vua phá lưới với 4 bàn thắng mỗi cầu thủ.

## Bảng xếp hạng
| Vị thứ | Câu lạc bộ | St | T | H | B | BT | BB | HS | Đ |
| 1      | KR         | 4  | 1 | 3 | 0 | 10 | 8  | +2 | 5 |
| 2      | Fram       | 4  | 2 | 1 | 1 | 12 | 9  | +3 | 5 |
| 3      | Valur      | 4  | 1 | 2 | 1 | 6  | 6  | +0 | 4 |
| 4      | Víkingur   | 4  | 2 | 0 | 2 | 7  | 8  | -1 | 4 |
| 5      | ÍA         | 4  | 0 | 2 | 2 | 5  | 9  | -4 | 2 |